# Since U Been Gone
"Since U Been Gone" là một bài hát của nghệ sĩ thu âm người Mỹ Kelly Clarkson nằm trong album phòng thu thứ hai của cô, Breakaway (2004). Nó được phát hành vào ngày 16 tháng 11 năm 2004 như là đĩa đơn thứ hai trích từ album bởi RCA Records. Bài hát được đồng viết lời và sản xuất bởi Max Martin và Dr. Luke, và là một trong hai tác phẩm được cả hai thực hiện cho Breakaway bên cạnh đĩa đơn tiếp theo "Behind These Hazel Eyes". "Since U Been Gone" là một bản pop rock kết hợp với những yếu tố từ power pop và alternative rock mang nội dung đề cập đến cảm giác nhẹ nhõm của một cô gái sau khi kết thúc một mối quan hệ rắc rối. Ban đầu, Martin viết nó với mong muốn sẽ do Pink thể hiện nhưng cô đã từ chối, và Hilary Duff cũng bỏ qua "Since U Been Gone" bởi cô không thể đảm nhiệm những nốt cao trong bài hát, trước khi nó được trao cho Clarkson sau khi chủ tịch hãng đĩa Clive Davis thuyết phục những tác giả giới thiệu nó cho nữ ca sĩ.
Sau khi phát hành, "Since U Been Gone" nhận được những phản ứng tích cực từ các nhà phê bình âm nhạc, trong đó họ đánh giá nó như là một điểm nhấn nổi bật từ Breakaway, đồng thời được nhìn nhận là một trong những bản nhạc pop xuất sắc nhất mọi thời đại bởi nhiều tổ chức và ấn phẩm âm nhạc. Năm 2010, Rolling Stone xếp bài hát ở vị trí 482 trong danh sách 500 Bài hát vĩ đại nhất mọi thời đại. Ngoài ra, "Since U Been Gone" còn gặt hái nhiều giải thưởng và đề cử tại những lễ trao giải lớn, bao gồm chiến thắng một giải Grammy cho Trình diễn giọng pop nữ xuất sắc nhất tại lễ trao giải thường niên lần thứ 43. Bài hát cũng tiếp nhận những thành công vượt trội về mặt thương mại, lọt vào top 5 ở Áo, Úc, Ireland, Hà Lan và Vương quốc Anh, đồng thời vươn đến top 10 ở nhiều quốc gia khác như Na Uy, Đức và Thụy Sĩ. Tại Hoa Kỳ, nó đạt vị trí thứ hai trên bảng xếp hạng Billboard Hot 100, trở thành đĩa đơn thứ hai trong sự nghiệp của Clarkson vươn đến top 5 tại đây.
Video ca nhạc cho "Since U Been Gone" được đạo diễn bởi Alex De Rakoff, trong đó bao gồm những cảnh Clarkson phá hỏng căn hộ của bạn trai cũ, xen kẽ với hình ảnh cô và ban nhạc hát trước đám đông của một câu lạc bộ. Nó đã nhận được ba đề cử tại giải Video âm nhạc của MTV năm 2005 ở hạng mục Video xuất sắc nhất của nữ ca sĩ, Video Pop xuất sắc nhất và Sự lựa chọn của người xem, và chiến thắng hai giải đầu tiên. Để quảng bá bài hát, nữ ca sĩ đã trình diễn "Since U Been Gone" trên nhiều chương trình truyền hình và lễ trao giải lớn, bao gồm CD:UK, The Ellen DeGeneres Show, Saturday Night Live, Today, The Tonight Show with Jay Leno, The View, giải Video âm nhạc của MTV 2005 và giải Brit năm 2006, cũng như trong nhiều chuyến lưu diễn của cô. Kể từ khi phát hành, nó đã được hát lại và sử dụng làm nhạc mẫu bởi nhiều nghệ sĩ khác nhau, như Joseph Gordon-Levitt, A Day to Remember, Pentatonix, Ester Dean, Todrick Hall và Tokyo Police Club.

## Danh sách bài hát
| - Đĩa CD 1. "Since U Been Gone" (radio chỉnh sửa) – 3:08 2. "Since U Been Gone" (bản trực tiếp tại AOL) – 3:16 - Đĩa CD maxi 1. "Since U Been Gone" (radio chỉnh sửa) – 3:08 2. "Since U Been Gone" (bản trực tiếp tại AOL) – 3:16 3. "Miss Independent" (bản trực tiếp tại AOL) – 5:12 4. "Since U Been Gone" (video ca nhạc) – 3:10 | - Dance Vault Mixes 1. "Since U Been Gone" (Jason Nevins Rock da chỉnh sửa) – 3:20 2. "Since U Been Gone" (Jason Nevins Ambient) [Candlelight phối] – 3:29 3. "Since U Been Gone" (Jason Nevins Club Mixshow) – 5:34 4. "Since U Been Gone" (Jason Nevins Club) – 7:39 5. "Since U Been Gone" (Jason Nevins Dub) – 7:20 6. "Since U Been Gone" (Jason Nevins Radio chỉnh sửa không lời) – 3:50 7. "Since U Been Gone" (Jason Nevins Radio chỉnh sửa Acappella) – 3:37 8. "Since U Been Gone" (Jason Nevins Reprise) – 5:11 |

## Thành phần thực hiện
Thành phần thực hiện được trích từ ghi chú của Breakaway, RCA Records.
Thu âm
- Thu âm bởi Max Martin, Dr. Luke và Lasse Mårténat tại Maratone Studios, Stockholm, Thụy Điển.

Thành phần
- Kelly Clarkson – giọng chính, giọng nền
- Dr. Luke – viết lời, sản xuất, lập trình
- Max Martin – viết lời, sản xuất
- Olle Dahlstedt – bass, guitar, trống
- Serban Ghenea – phối khí

## Xếp hạng
| Bảng xếp hạng (2004-05)                   | Vị trí cao nhất |
| ----------------------------------------- | --------------- |
| Úc (ARIA)                                 | 3               |
| Áo (Ö3 Austria Top 40)                    | 3               |
| Bỉ (Ultratop 50 Flanders)                 | 22              |
| Bỉ (Ultratop 50 Wallonia)                 | 31              |
| Châu Âu (European Hot 100 Singles)        | 5               |
| Đức (Official German Charts)              | 6               |
| Hy Lạp (IFPI)                             | 39              |
| Ireland (IRMA)                            | 4               |
| Ý (FIMI)                                  | 35              |
| Hà Lan (Dutch Top 40)                     | 4               |
| Hà Lan (Single Top 100)                   | 10              |
| New Zealand (Recorded Music NZ)           | 11              |
| Na Uy (VG-lista)                          | 9               |
| Thụy Điển (Sverigetopplistan)             | 16              |
| Thụy Sĩ (Schweizer Hitparade)             | 7               |
| Anh Quốc (OCC)                            | 5               |
| Hoa Kỳ Billboard Hot 100                  | 2               |
| Hoa Kỳ Adult Contemporary (Billboard)     | 22              |
| Hoa Kỳ Adult Pop Airplay (Billboard)      | 2               |
| Hoa Kỳ Dance/Mix Show Airplay (Billboard) | 1               |
| Hoa Kỳ Dance Club Songs (Billboard)       | 22              |
| Hoa Kỳ Pop Airplay (Billboard)            | 1               |

| Bảng xếp hạng (2005)                  | Vị trí |
| ------------------------------------- | ------ |
| Australia (ARIA)                      | 22     |
| Austria (Ö3 Austria Top 40)           | 42     |
| Belgium (Ultratop 50 Flanders)        | 85     |
| European Hot 100 Singles (Billboard)  | 51     |
| Germany (Official German Charts)      | 63     |
| Netherlands (Dutch Top 40)            | 11     |
| Netherlands (Single Top 100)          | 74     |
| Sweden (Sverigetopplistan)            | 76     |
| Switzerland (Schweizer Hitparade)     | 59     |
| UK Singles (Official Charts Company)  | 30     |
| US Billboard Hot 100                  | 4      |
| US Adult Top 40 (Billboard)           | 7      |
| US Dance/Mix Show Airplay (Billboard) | 3      |
| US Pop Songs (Billboard)              | 1      |

| Bảng xếp hạng (2000-09)  | Vị trí |
| ------------------------ | ------ |
| US Billboard Hot 100     | 47     |
| US Pop Songs (Billboard) | 6      |

| Bảng xếp hạng            | Vị trí |
| ------------------------ | ------ |
| US Billboard Hot 100     | 342    |
| US Pop Songs (Billboard) | 24     |

## Chứng nhận
| Quốc gia | Chứng nhận | Số đơn vị/doanh số chứng nhận |
| --- | ---------- | ----------------------------- |
| Úc (ARIA) | Bạch kim   | 70.000^                       |
| Canada (Music Canada) | Bạch kim   | 20.000*                       |
| Na Uy (IFPI) | Vàng       | 5.000‡                        |
| Anh Quốc (BPI) | Bạch kim   | 600.000‡                      |
| Hoa Kỳ (RIAA) Nhạc số | Bạch kim   | 2,973,000                     |
| Hoa Kỳ (RIAA) Nhạc chuông | Vàng       | 500.000^                      |
| * Chứng nhận dựa theo doanh số tiêu thụ. ^ Chứng nhận dựa theo doanh số nhập hàng. ‡ Chứng nhận dựa theo doanh số tiêu thụ và phát trực tuyến. |            |                               |